# Barcice (Stary Sącz)
Barcice (bis 2011 Barcice Górne) ist eine Ortschaft mit einem Schulzenamt der Gemeinde Stary Sącz im Powiat Nowosądecki der Woiwodschaft Kleinpolen in Polen.

## Geographie

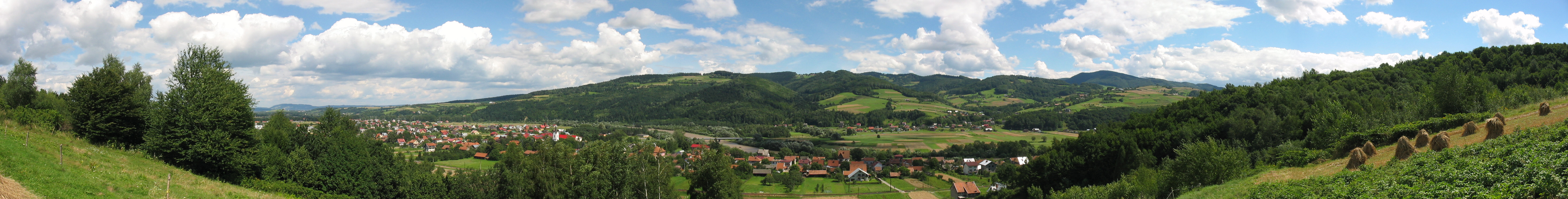
Panorama von Barcicie

Der Ort liegt am linken Ufer des Flusses Poprad im Sandezer Becken, nördlich der Sandezer Beskiden.
Die Nachbarorte sind Barcice Dolne im Norden, Wola Krogulecka im Süden, Przysietnica im Westen.

## Geschichte
Der Ort Barcice wurde im Jahre 1325/1326 als die Pfarrei Barczicz erstmals urkundlich erwähnt. Er gehörte zu den Klarissen in Stary Sącz (Alt Sandez).
Schon im Jahre 1770 besetzten habsburgische Truppen das Dorf und es wurde an das Königreich Ungarn angeschlossen. Nach der Ersten Teilung Polens kam Barcice zum neuen Königreich Galizien und Lodomerien des habsburgischen Kaiserreichs (ab 1804).
Im Jahre 1787 wurden im Zuge der Josephinischen Kolonisation deutsche Kolonisten katholischer Konfession angesiedelt. Insgesamt wurden 18 deutsche Familien angesiedelt. Das deutsche Teil des Dorfes wurde später Barcice Colonial genannt, während der übrige Teil Barcice National genannt wurde. Im Jahre 1900 hatte das ungetrennte Dorf Barcice 1361 Einwohner, davon 1324 polnischsprachig, 28 deutschsprachig, 1329 römisch-katholisch, 32 Juden. Am 1. Januar 1910 entstand die neue Gemeinde Barcice Dolne.

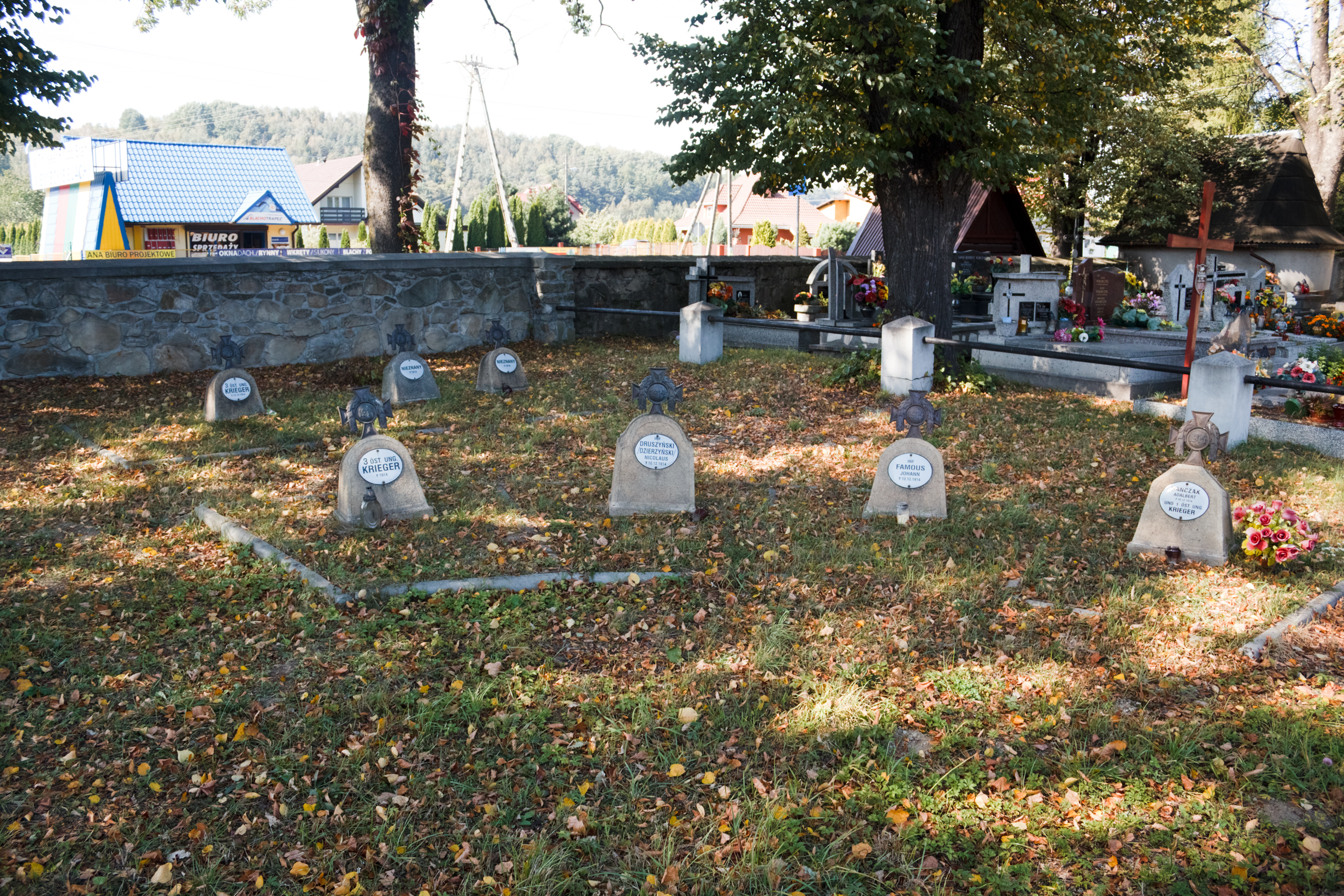
Soldatenfriedhof #347 aus dem Ersten Weltkrieg

1918, nach dem Ende des Ersten Weltkriegs und dem Zusammenbruch der k.u.k. Monarchie, kam Barcice Dolne zu Polen. Unterbrochen wurde dies durch die Besetzung Polens durch die Wehrmacht im Zweiten Weltkrieg, während der es zum Generalgouvernement gehörte.
Von 1975 bis 1998 gehörte Barcice Dolne zur Woiwodschaft Nowy Sącz.